# ディー・アクティオーン

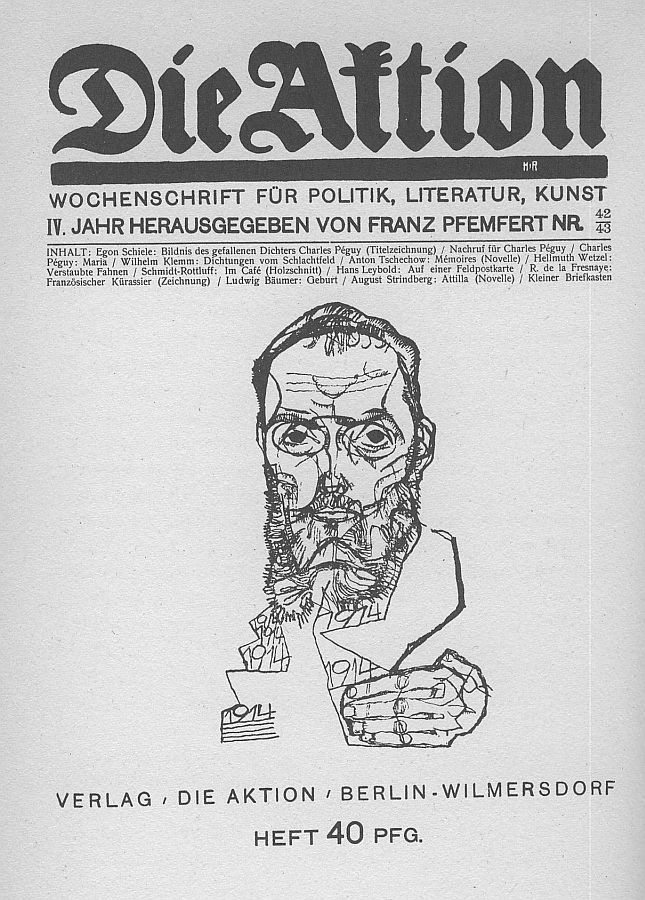
1914年10月のディー・アクティオーンの表紙。表紙絵はシャルル・ペギーでエゴン・シーレによって描かれた。

『ディー・アクティオーン』（ドイツ語: Die Aktion）は、かつてドイツでフランツ・プエムファート (Franz Pfemfert) によってベルリンで創刊され、1911年から1933年まで週刊で刊行されていた表現主義を代表する機関誌である。
第一次世界大戦前は反体制的、平和主義的、社会主義的な機関誌だったが、第一次世界大戦末には文学、政治、芸術などの叙情詩、絵画を掲載していた。1918年以降は革命的共産主義の機関誌になった。
しかし、1933年にナチスの登場により廃刊となった。
代表的な文学者の寄稿にはカール・ツックマイヤー、ゴットフリート・ベンらがいる。

## 表紙絵や挿絵

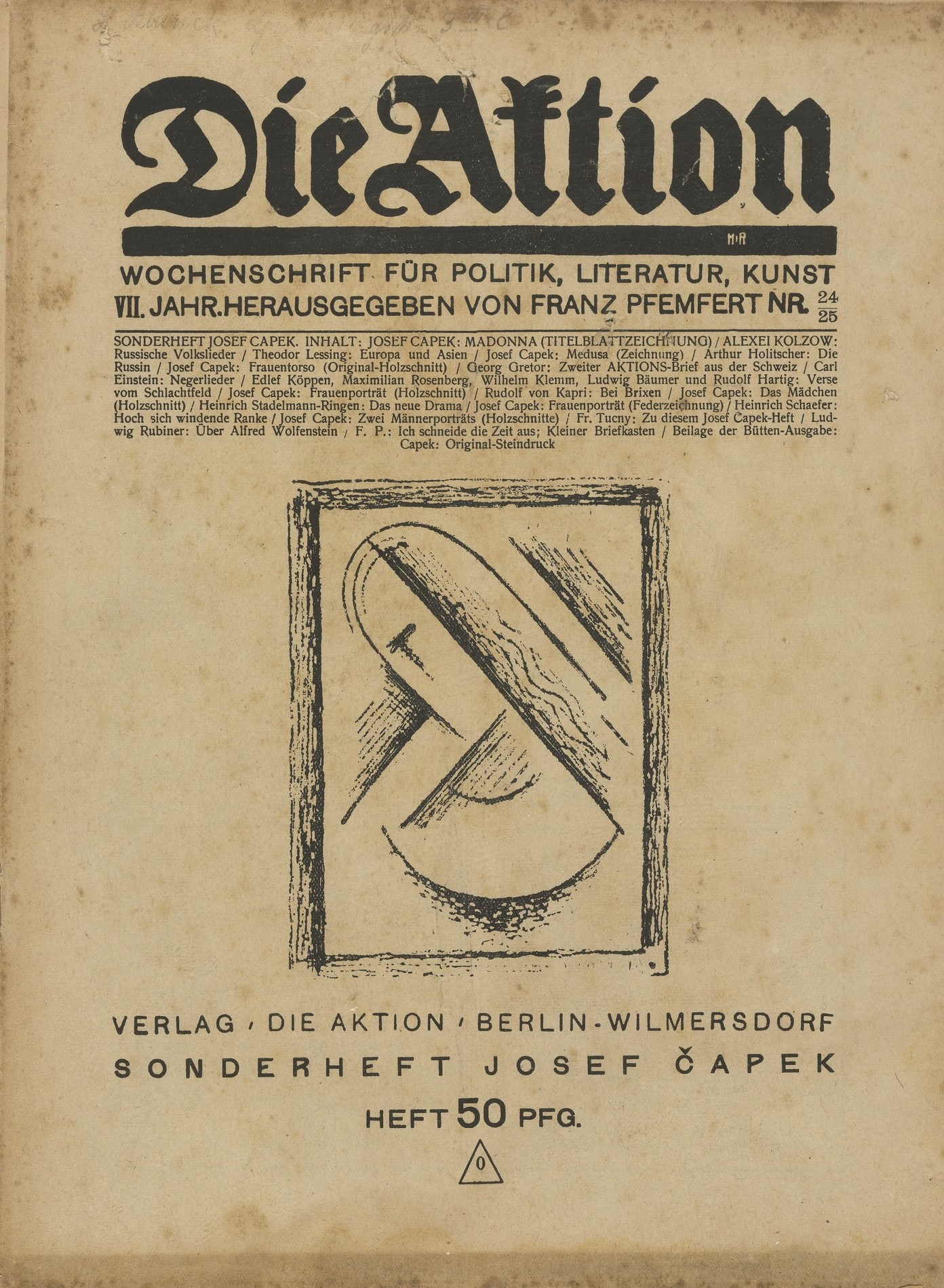
ヨゼフ・チャペックの表紙絵(1917年)
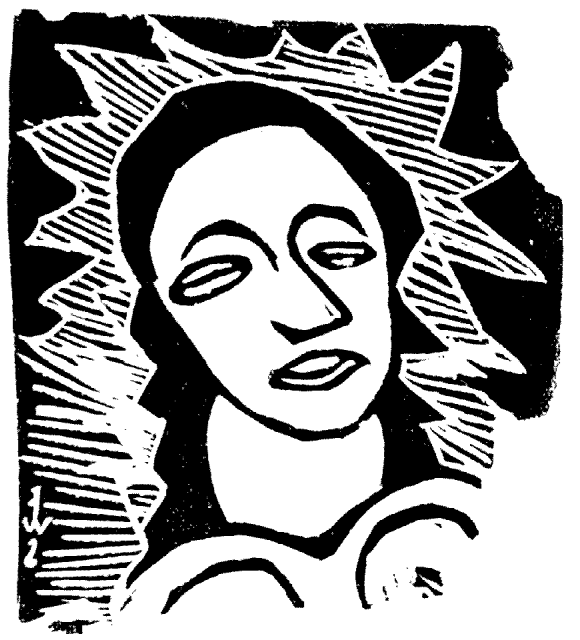
フランツ・ヴィルヘルム・ザイヴェルトの挿絵(1917年)
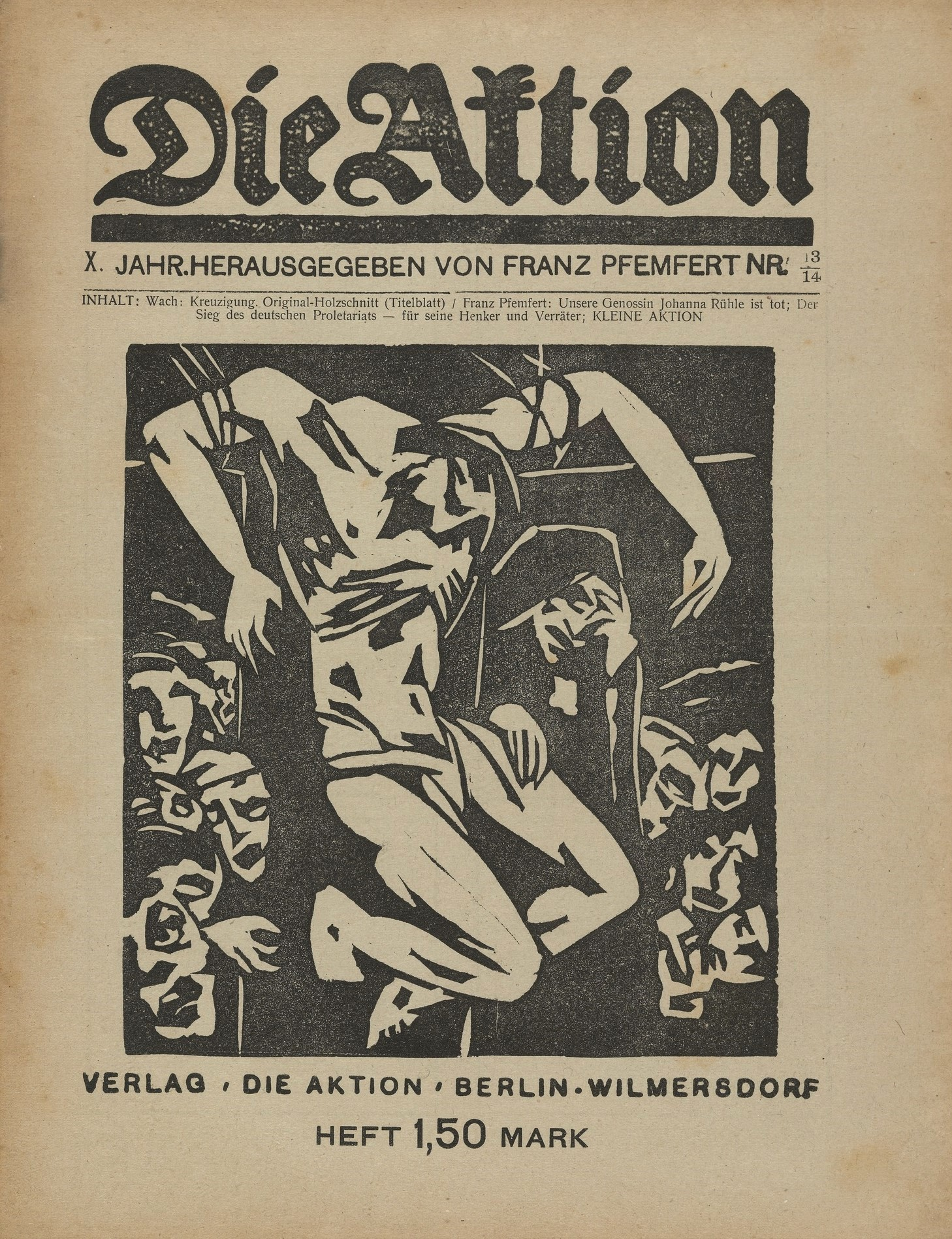
アロイス・ヴァッハの表紙絵(1920年)
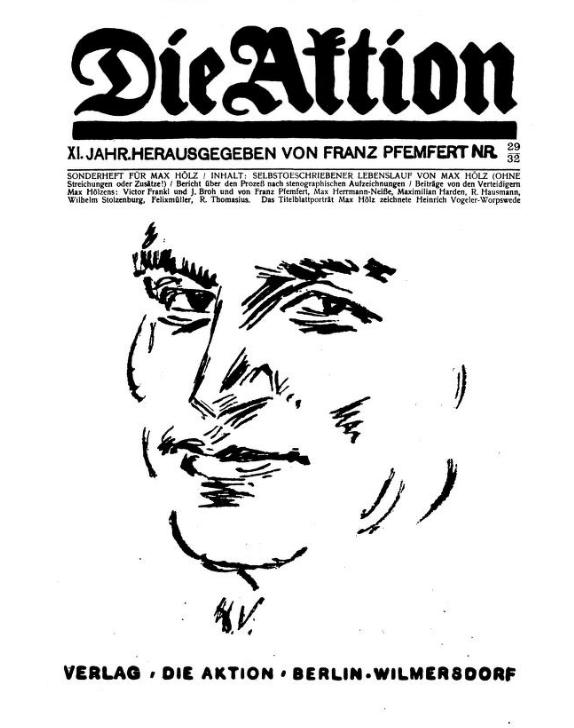
ハインリヒ・フォーゲラーの表紙絵(1921年)